# Friedrich Wilhelm Schultz
Friedrich Wilhelm Schultz, född 3 januari 1804 i Zweibrücken, död 30 december 1876 i Weissenburg (idag Wissembourg i Alsace), var en tysk botaniker och apotekare. Han var bror till Carl Heinrich Schultz.
Schultz blev 1829 filosofie doktor i Tübingen, var 1832–1842 apotekare i Bitsch (Alsace) och ägnade sig därefter som privatman åt undervisning och växtsamling. Han började 1836 utge ett stort exsickatverk Flora Galliæ et Germaniæ exsiccata och sedermera Herbarium normale, som fortsattes till exempel av I. Dörfler i Wien. Av dessa i vetenskapligt avseende mycket värdefulla samlingar hade vid Schultz död 3 300 nummer utgetts.
Av Schultz botaniska skrifter märks Archives de la flore de France et d'Allemagne (1842-54) och Archives de flore (1854-66), som innehålla de till exsickatverken hörande iakttagelserna, samt Flora der Pfalz (1846) och Grundzüge der Phytostatik der Pfalz (1863).
Auktorsnamnet F.W.Schultz kan användas för Friedrich Wilhelm Schultz i samband med ett vetenskapligt namn inom botaniken; se Wikipediaartiklar som länkar till auktorsnamnet.